# 史提芬納治足球會
史提芬納治足球會（英語：Stevenage F.C.，前稱Stevenage Borough F.C.）是位於英格蘭東部赫特福德郡斯蒂夫尼奇（Stevenage）的足球俱乐部，以博迪賀路球場（Broadhall Way）為主場，於2009/10年球季贏得英格蘭足球議會全國聯賽冠軍後升班參賽英乙，並由2010年6月1日開始取消球隊名稱中的「Borough」，即其於1894年成立的前身球隊的相同名稱。升班首季隨即透過附加賽連續兩季升班到英格蘭足球甲級聯賽。2014年以墊底成績重返乙級聯賽。
成立於1976年，史提芬納治繼承當地已倒閉的前球會，他們於1980年加入「聯合郡制聯賽」（United Counties League），隨即享受到成功滋味。在1990年代初於4年內3度升班，於1994年升上英格蘭足球議會聯賽。雖然史提芬納治贏得1995/96年球季的議會聯賽冠軍，但由於主場設施不合規格而被拒升上英格蘭足球聯賽。
近年來史提芬納治在盃賽取得不俗的戰績，於2007年成為首支在新溫布萊球場贏得一場競爭性決賽的球隊，在兩球落後的劣勢下最終反勝京达米士特3-2，在破紀錄的53,262名觀眾面前高舉英格蘭足總錦標。2009年史提芬納治再次晉級決賽，以2-0擊敗約克城再次奪標。

## 大事紀年
| 年 份   | 事 項 |
| ------- | --- |
| 1980-81 | 參加聯合郡制聯賽（United Counties League）；聯合郡制甲組聯賽冠軍，升班超級組                                                      |
| 1984-85 | 參加依斯米安乙組北區聯賽 |
| 1985-86 | 依斯米安乙組北區聯賽冠軍，升班甲組                                                                                                |
| 1988    | 依斯米安甲組聯賽排第廿一位，降班乙組北區聯賽                                                                                      |
| 1990-91 | 依斯米安乙組北區聯賽冠軍（第二次），升班甲組                                                                                      |
| 1991-92 | 依斯米安甲組聯賽冠軍，升班超級組                                                                                                  |
| 1993-94 | 依斯米安超級組聯賽冠軍 |
| 1994-95 | 參加足球議會聯賽 |
| 1995-96 | 議會聯賽冠軍，由於球場設施未符規定而被拒升班                                                                                      |
| 1996-97 | 晉級足總錦標四強 |
| 2001-02 | 決賽0-2負於，足總錦標亞軍 |
| 2004-05 | 議會聯賽增加南部及北部聯賽，原級別稱為全國聯賽；全國聯賽排第五位，附加賽準決賽兩回合累計2-1淘汰，決賽0-1負於                      |
| 2006-07 | 新溫布萊球場首場決賽3-2擊敗京達米士特，足總錦標冠軍                                                                               |
| 2008-09 | 決賽2-0擊敗約克城，足總錦標冠軍（第二次）                                                                                         |
| 2009-10 | 決賽加時1-2負於巴羅，足總錦標亞軍；全國聯賽冠軍（第二次），升班英乙聯賽                                                           |
| 2010-11 | 刪除名稱中的「Borough」而稱為「Stevenage F.C.」；英乙聯賽排第六位，附加賽準決賽兩回合累計3-0擊敗，奧脫福決賽1-0擊敗，升班英甲聯賽 |
| 2011-12 | 英甲聯賽排第六位，附加賽準決賽兩回合累計0-1負於                                                                                   |
| 2013-14 | 英甲聯賽排第廿四位，降班英乙 |
| 2014-15 | 英乙聯賽排第六位，附加賽準決賽兩回合累計2-4負於                                                                                   |
| 2022-23 | 英乙聯賽亞軍，升班英甲聯賽 |

## 近況
參見2016年至2017年英格蘭足球乙級聯賽

### 盃賽成績
| 圈數             | 日期     | 主／客   | 對賽球隊 | 紀錄     |
| 聯 賽 盃         | 聯 賽 盃 | 聯 賽 盃 | 聯 賽 盃 | 聯 賽 盃 |
| ---------------- | -------- | -------- | -------- | -------- |
| 第一圈           |          |          |          |          |
| 聯 賽 錦 標      |          |          |          |          |
| 第一圈（南區東） |          |          |          |          |
| 足 總 盃         |          |          |          |          |
| 第一圈           |          |          |          |          |

## 主場球場

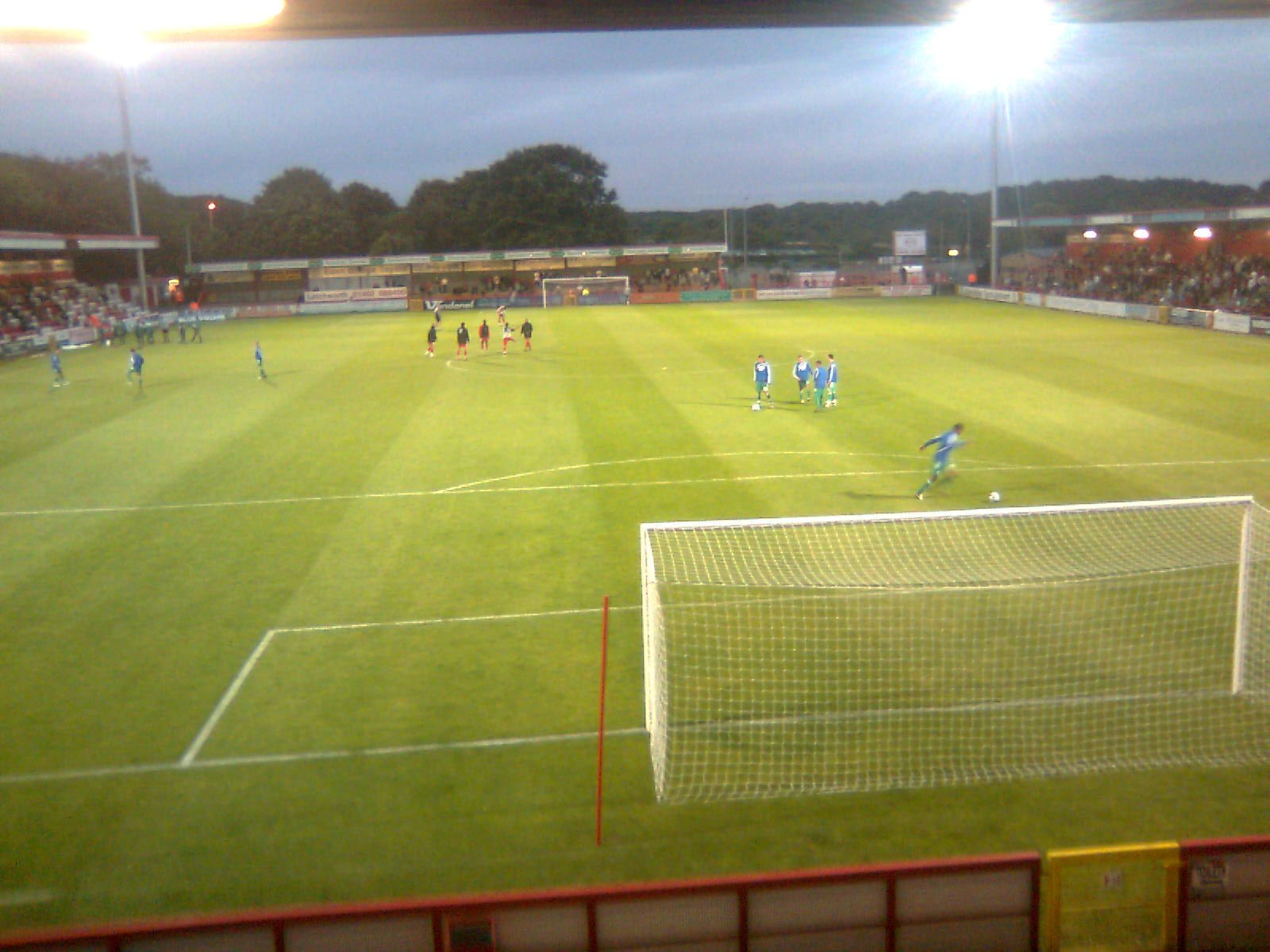
博迪賀路球場

博迪賀路球場（Broadhall Way）於2009年2月獲萊美士食品集團（Lamex Food Group）的7位數字冠名贊助而改稱｢萊美士運動場｣（The Lamex Stadium）， 是位於英格蘭東部赫特福德郡斯蒂夫尼奇的一座小型足球場。史提芬納治的前身史提芬納治鎮（Stevenage Town F.C.）早於1961年已用作主場球場，於新球會成立後，亦在1980年進駐博迪賀路。球場僅可容納6,722名觀眾，當中3,142個為坐席。
球場由四座獨立的看台組成，分別為｢東階梯看台｣（East Terrace）、｢北階梯看台｣（North Terrace）、｢西（主）看台｣（West (Main) Stand）和｢南看台｣（South Stand）。西看台為有頂蓋的全坐席看台，背後設有若干落地玻璃球會辦公室和董事廂房。對面的東階梯看台亦設有頂蓋，在頂蓋中央的山墙位置有個大鐘。北面球門後的北階梯看台僅有7個台階，只可容700名球迷，而頂蓋亦僅覆蓋看台的四份三，即將改建為1,700座全坐席看台，預計做價為120萬英鎊。對面的單層有蓋全坐席南看台於2001年落成，花費60萬英鎊，專供作客球迷入座，可容1,400人，頂蓋設有電子記分牌。

## 榮譽
- 英格蘭足球乙級聯賽附加賽
  - 冠軍：2010/11年；
- 英格蘭足球議會全國聯賽
  - 冠軍：2009/10年；
- 英格蘭足總錦標
  - 冠軍：2006/07年、2008/09年；
  - 亞軍：2001/02年、2009/10年；
- 英格蘭足球議會聯賽
  - 冠軍：1995/96年；
- 英格蘭足球依斯米安聯賽
  - 超聯組冠軍：1993/94年；
  - 甲組冠軍：1991/92年；
  - 乙組北區冠軍：1985/86年、1990/91年；

## 外部連結
- Club website（页面存档备份，存于）（英文）